# Użanka
Użanka (biał. Вужанка) – wieś na Białorusi, w obwodzie mińskim, w rejonie nieświeskim, w sielsowiecie Horodziej.

## Historia
Pierwsza wzmianka o miejscowości pochodzi z 1560 roku.
W dwudziestoleciu międzywojennym dwie wsie: Użanka Mała i Użanka Wielka oraz folwark i dwie osady Użanka leżące w Polsce, w województwie nowogródzkim, w powiecie nieświeskim, w gminie Horodziej. Demografia w 1921 przedstawiała się następująco:
- Użanka Mała – 365 mieszkańców, zamieszkałych w 56 budynkach, w tym 241 rzymskich katolików i 124 prawosławnych
- Użanka Wielka – 363 mieszkańców, zamieszkałych w 63 budynkach, w tym 195 rzymskich katolików, 163 prawosławnych i 5 żydów
- folwark Użanka – 33 mieszkańców, zamieszkałych w 3 budynkach, w tym 17 rzymskich katolików i 16 prawosławnych
- osada Użanka I – 5 mieszkańców, zamieszkałych w 1 budynku, wyłącznie rzymskich katolików
- osada Użanka II – 18 mieszkańców, zamieszkałych w 2 budynkach, w tym 12 rzymskich katolików i 6 prawosławnych

Wszystkie 5 miejscowości zamieszkiwali wyłącznie Polacy.
Po II wojnie światowej w granicach Związku Sowieckiego. Od 1991 w niepodległej Białorusi.

## Otoczenie
- Kaplica Matki Bożej Ostrobramskiej,
- Stary Folwark,
- cmentarz z grobami polskich żołnierzy[4], mogiły zostały uporządkowane w 2016 r.[5] i odnowione w 2018 r. z funduszy MKiDN[6].